# كأس جبل طارق لكرة القدم 2014
كأس جبل طارق لكرة القدم 2014 هو موسم من كأس جبل طارق لكرة القدم. أقيم خلال الفترة 8 يناير 2014 وحتى 10 مايو 2014، وأشرف على تنظيمه اتحاد جبل طارق لكرة القدم، وكان عدد الأندية المشاركة فيه 21، وفاز فيه نادي لينكولن ريد إيمبس.

## النهائي
| نادي لينكولن ريد إيمبس | 1−0 | نادي أوروبا |
| ---------------------- | --- | ----------- |
| Liam Clarke 90+2'      |     |             |